# Philippe des Pallières
Philippe des Pallières (París, 1959) és un creador de jocs de taula francès. Sempre ha estat relacionat amb les arts escèniques com a escenògraf, fins que es professionalitza en el món del joc el 1985. Fa comunicació d'editorials de jocs, treballa en revistes, fa comunicació corporativa a través del jocs, organitza festivals, obre una botiga de jocs, fa formació... i comença a crear jocs. L'any 1999 se'n va de París i decideix crear la seva pròpia editorial, Lui-même, que arrenca amb el joc que crea amb el seu amic Hervé Marly, Los hombres-lobo de Castro negro (2001), un dels fenòmens més grans del món del joc dels últims anys.